# Iljusjin Il-96
Iljusjin Il-96, förkortat Il-96 (ryskaː Ильюшин Ил-96), är ett sovjetiskt/ryskt fyrmotorigt passagerarflygplan. 
Flygplanet är designat av den ryska flygtillverkaren Iljusjin och använder samma motorer (Aviadvigatel PS-90) som tvåmotoriga Tupolev Tu-204.

## Historia
Flygplanstypen flög första gången 1988 och har hittills tillverkats i 28 exemplar.

## Användare
Flygbolag som använt flygplanstypen är Aeroflot och Domodedovo Airlines, Kras Air, Atlant-Sojuz Airlines och Cubana Airlines. Dessutom används det som ryske presidentens flygplan.

## Varianter
- Il-96-300
- Il-96M
- Il-96T
- Il-96-400

## Bilder

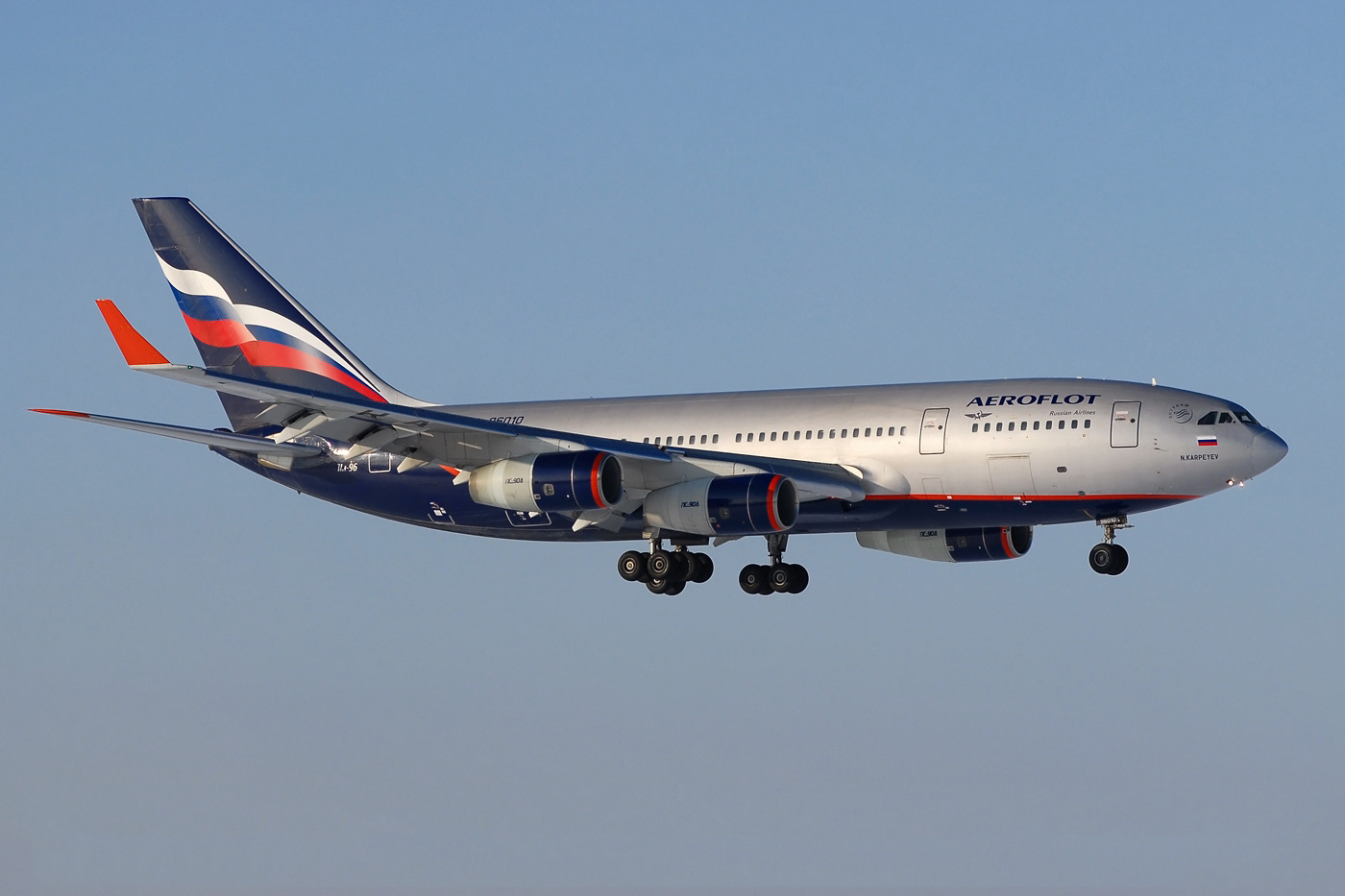
Il-96-300.
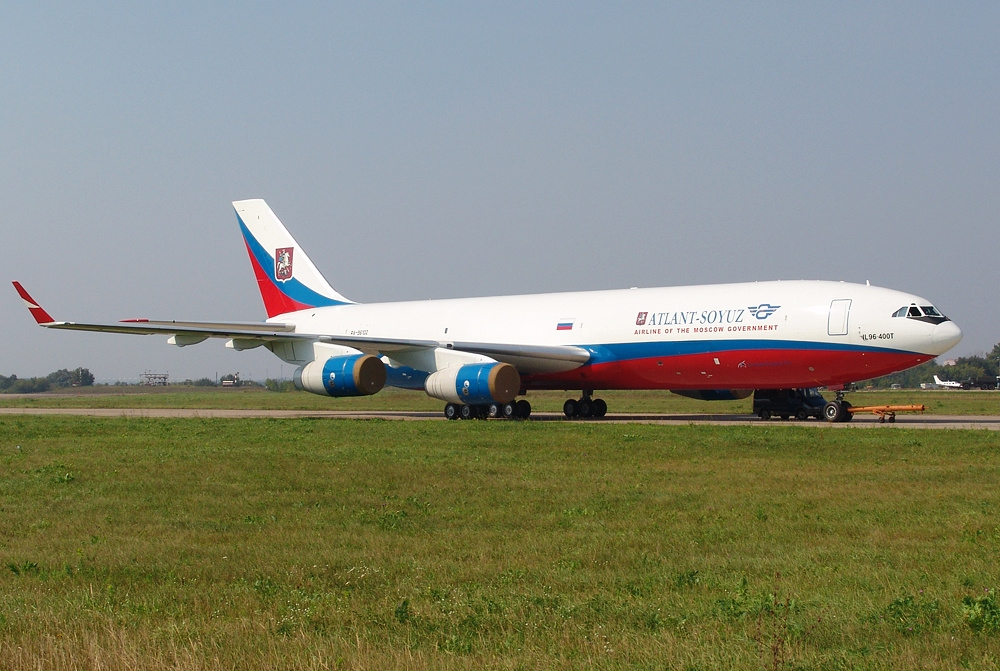
Il-96-400T.
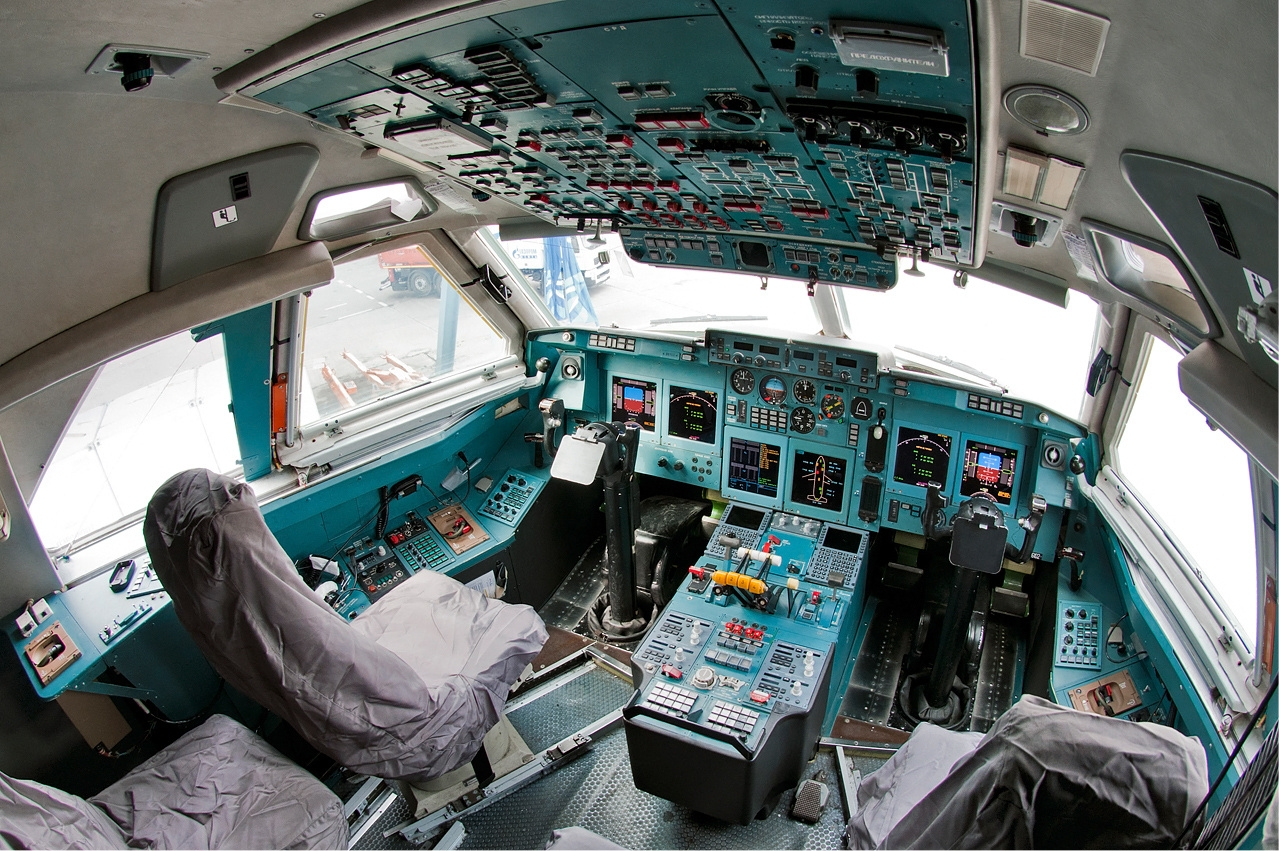
Cockpiten i en Il-96.
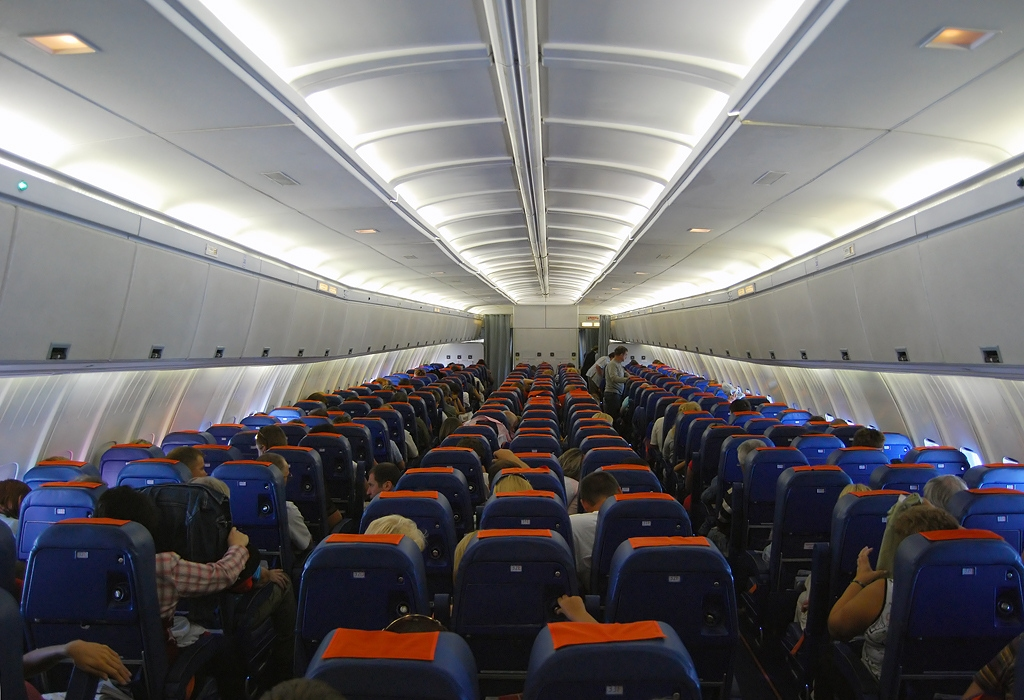
Kabinen i en Il-96-300.